# آبشار سورپرایز کریک
آبشار سورپرایز کریک (به انگلیسی: Surprise Creek Falls) آبشاری است که در کوئینزلند، استرالیا واقع شده و ارتفاع کلی ریزشگاه آن ۲۴۳ متر است.